# Stazione meteorologica di Claut
La stazione meteorologica di Claut è la stazione meteorologica di riferimento relativa alla località di Claut.

## Coordinate geografiche
La stazione meteorologica si trova nell'area climatica dell'Italia nord-orientale, nel Friuli-Venezia Giulia, in provincia di Pordenone, nel comune di Claut, a 600 metri s.l.m. e alle coordinate geografiche 46°14′N 12°30′E.

## Dati climatologici
In base alla media trentennale di riferimento 1961-1990, la temperatura media del mese più freddo, gennaio, si attesta a -3,2 °C, quella del mese più caldo, luglio, è di +17,7 °C.
Le precipitazioni medie annue, abbondanti e distribuite in modo irregolare con un minimo relativo invernale, risultano essere superiori ai 1.500 mm e distribuite mediamente in 110 giorni
.
| Claut               | Mesi | Mesi | Mesi | Mesi | Mesi | Mesi | Mesi | Mesi | Mesi | Mesi | Mesi | Mesi | Stagioni | Stagioni | Stagioni | Stagioni | Anno  |
| Claut               | Gen  | Feb  | Mar  | Apr  | Mag  | Giu  | Lug  | Ago  | Set  | Ott  | Nov  | Dic  | Inv      | Pri      | Est      | Aut      | Anno  |
| ------------------- | ---- | ---- | ---- | ---- | ---- | ---- | ---- | ---- | ---- | ---- | ---- | ---- | -------- | -------- | -------- | -------- | ----- |
| T. max. media (°C)  | 0,0  | 4,2  | 8,5  | 13,0 | 18,5 | 22,1 | 24,3 | 23,8 | 20,3 | 14,9 | 7,1  | −0,7 | 1,2      | 13,3     | 23,4     | 14,1     | 13,0  |
| T. min. media (°C)  | −6,4 | −4,7 | −1,8 | 1,9  | 6,4  | 9,6  | 11,1 | 11,1 | 8,5  | 4,0  | −0,3 | −5,5 | −5,5     | 2,2      | 10,6     | 4,1      | 2,8   |
| Precipitazioni (mm) | 100  | 98   | 117  | 130  | 153  | 153  | 140  | 135  | 98   | 153  | 171  | 72   | 270      | 400      | 428      | 422      | 1 520 |
| Giorni di pioggia   | 6    | 7    | 8    | 10   | 13   | 14   | 12   | 11   | 7    | 7    | 9    | 6    | 19       | 31       | 37       | 23       | 110   |